# Catasetum rionegrense
Catasetum rionegrense là một loài thực vật có hoa trong họ Lan. Loài này được Campacci & G.F.Carr mô tả khoa học đầu tiên năm 2008.